# Cállate niña
«Cállate, Niña» es una canción compuesta por Jeanette Dimech (Jeanette), originalmente escrita en inglés, y fue un éxito inmediato en España. La letra de la canción era sentimental, hablando del fallecimiento de la madre de la niña. que esté donde esté, la va a cuidar, y por eso no debe llorar.

## Cállate Niña
La cantante Jeanette recibió a mediados de los sesenta una guitarra como obsequio. Con solo tres acordes y en una semana, nació Cállate Niña, tema que describe el momento difícil de la pérdida de un ser querido, y que en todo momento va a estar cuidando de ella donde quiera que vaya.
Por aquel entonces, Jeanette aprendía con rapidez el español, ya que solo podía hablar inglés. Conoce a un grupo catalán llamado Brenner's Folk, formado por los hermanos no Brenner y Toti Soler. Grabaron un EP de cuatro canciones en catalán, de las que Jeanette solo interpretaba una. La discográfica Hispavox se fijó en ellos y les ofreció un contrato a cambio de que tradujeran sus canciones al castellano y se mudaran a Madrid. Los hermanos Brenner no aceptaron el trato y el grupo cambió su nombre a Pic-Nic.

## Lista de canciones

### Versión española
| Vinyl, 7", Single |                  |                                   |          |  |
| N.º               | Título           | Escritor(es)                      | Duración |  |
| 1.                | «Cállate niña»   | Jeanette Dimech, Rafael Turia     | 3:00     |  |
| 2.                | «Negra estrella» | Mentaberry, Farina, Okun, Stookey | 3:30     |  |

### Versión anglosajona
| Vinyl, 7", Single |                                   |                               |          |  |
| N.º               | Título                            | Escritor(es)                  | Duración |  |
| 1.                | «Callate Nina (Hush Little Baby)» | Jeanette Dimech, Rafael Turia | 3:13     |  |
| 2.                | «Oí tu voz (You heard my voice)»  | Jeanette Dimech, Rafael Turia | 2:15     |  |

## Éxito
Se publicó en 1968 con gran éxito. La canción estuvo en las listas más de diez semanas como número 1 en España. Tanto fue el éxito que HISPAVOX permitió grabar la versión de la canción en inglés.
Posteriormente, se hizo una recopilación con todos los temas del grupo tras su disolución. El LP llevó por nombre Cállate Niña, su tema más famoso.

## Versiones
Versionada por el dúo infantil Enrique y Ana en 1978.